# Orchard (Texas)
Orchard es una ciudad situada en el condado de Fort Bend, Texas, Estados Unidos. Tiene una población estimada, a mediados de 2023, de 323 habitantes.

## Geografía
La localidad está ubicada en las coordenadas 29°36′10″N 95°58′08″O / 29.60278, -95.96889 (29.602867, -95.968758). Según la Oficina del Censo, tiene una superficie de 1.04 km², correspondientes en su totalidad a tierra firme.

## Demografía
Según el censo de 2020, había 313 personas residiendo en la localidad. La densidad de población era de 300 hab./km². El 51.14% de los habitantes eran blancos, el 4.47% eran afroamericanos, el 1.92% eran amerindios, el 0.64% eran asiáticos, el 18.18% eran de otras razas y el 13.35% eran de una mezcla de razas. Del total de la población, el 46.33% eran hispanos o latinos de cualquier raza.